# IFK Hässleholm
Maillots
Dernière mise à jour : 22 décembre 2011.
L'IFK Hässleholm est un club suédois de football basé à Hässleholm.
Le club évolue en Division 2 de 1972 à 1974, de 1975 à 1981, de 1987 à 1988, et enfin de 1992 à 1998.

## Historique
- 1905 : fondation du club

## Anciens joueurs
- Peter Crouch
- Jon Jönsson
- Tobias Linderoth
- May Mahlangu

(voir aussi Catégorie:Joueur de l'IFK Hässleholm)